# Hesperonemastoma pallidimaculosum
Hesperonemastoma pallidimaculosum is een hooiwagen uit de familie Ceratolasmatidae.